# Ralph Shapey
Ralph Shapey   (Filadèlfia, 12 de març de 1921 - Chicago, 13 de juny de 2002) va ser un compositor i director d'orquestra estatunidenc.

## Biografia
Shapey va néixer a Filadèlfia, Pennsilvània. És conegut pel seu treball com a professor de composició a la Universitat de Chicago, on va ensenyar del 1964 al 1991 i on va fundar i dirigir els Contemporary Chamber Players. Shapey va estudiar violí amb Emanuel Zeitlin i composició amb Stefan Wolpe. Va militar a l'exèrcit dels Estats Units a la Segona Guerra Mundial abans de traslladar-se a la ciutat de Nova York, on va treballar com a violinista, compositor, director d'orquestra i pedagog. El 1963 va dirigir l'orquestra i el cor a la Universitat de Pennsilvània abans d'acceptar el seu càrrec a Chicago.
Shapey va ser nomenat MacArthur Fellow el 1982. En conèixer les notícies mitjançant una trucada telefònica, Shapey va ser inicialment escèptic; segons els informes, va preguntar: "Quin dels meus amics o enemics us va posar a prova?" i va abatre el receptor.
Tot i que l'estil de Shapey es caracteritza per l'angularitat modernista, la ironia i el rigor tècnic, la seva preocupació coincident pel gest ampli, la passió frenètica, la vitalitat rítmica, la melodia lírica i l'arc dramàtic recorden el romanticisme. Els crítics Leonard B. Meyer i Bernard Jacobson van anomenar Shapey com a "tradicionalista radical", cosa que li va agradar immensament; tenia un profund respecte pels amos del passat, a qui considerava els seus millors professors.
El compositor francoamericà Edgard Varèse va ser una de les influències més importants de Shapey. Els dos compositors compartien una fascinació per sonoritats inusuals, masses de contrapunt i els extrems exteriors de l'espai de tonalitat. La coordinació de "blocs sonors" estàtics en la música de Shapey també recorda a un altre compositor francès, Olivier Messiaen, tot i que, segons els informes, Shapey va trobar la sacarina i el maudlin de la música de Messiaen. Tot i que les comparacions són útils, la veu compositiva de Shapey és, sens dubte, personal i distintiva. Molts oients dirien que la seva música era "atonal", però el mateix Shapey va negar l'etiqueta. Es considerava un compositor tonal i, de fet, la seva obra, tot i que apareix en un idioma harmònic altament dissonant ric en classes d'intervals 1 i 6, sí que s'adhereix a certs trets organitzatius de la música tonal, inclosa la jerarquia de to i la permanència d'objectes.
El Concert per a violoncel, piano i orquestra de corda de Shapey va ser finalista del Premi Pulitzer de música del 1990 i va compartir el premi "Kennedy Center Friedheim" amb William Kraft per Vels i variacions per a trompa i orquestra.
El 1992, el jurat del Premi Pulitzer de música, que aquell any estava format per George Perle, Roger Reynolds i Harvey Sollberger, va seleccionar el Concert Fantàstic de Shapey per al premi. No obstant això, la Junta Pulitzer va rebutjar aquesta decisió i va optar per donar el premi a la segona opció del jurat, The Face of the Night, the Heart of the Dark, de Wayne Peterson. El jurat musical va respondre amb una declaració pública en què afirmava que no havia estat consultada en aquesta decisió i que la Junta no estava qualificada professionalment per prendre aquesta decisió. La Junta va respondre que els "Pulitzers es milloren tenint, a més del punt de vista del professional, el punt de vista del profà o del consumidor", i no van anul·lar la seva decisió.
Shapey va crear un cos de més de 200 obres, moltes de les quals han estat publicades per Presser. Presser també ofereix el seu llibre de text Un curs bàsic de composició musical, escrit després de més de cinquanta anys impartint l'assignatura. Els enregistraments de la música de Shapey estan disponibles als segells "CRI, Opus One i New World". Les obres de Shapey han estat catalogades pel doctor Patrick D. Finley a Un catàleg de les obres de Ralph Shapey, publicat per "Pendragon Press".
Entre els seus estudiants hi ha Gerald Levinson, Robert Carl, Gordon Marsh, Michael Eckert, Philip Fried, Matt Malsky, Lawrence Fritts, James Anthony Walker, Frank Retzel, Jorge Liderman, Jonathan Elliott, Terry Winter Owens, Deborah Drattell, Ursula Mamlok, Shulamit Ran, i Melinda Wagner, entre d'altres. Shulamit Ran va dedicar la seva Simfonia guanyadora del Premi Pulitzer a Shapey el 1990.
El compositor Robert Black va ser particularment influït per ell, i com a director també va estrenar Shapey's Three for Six.